# Hubert Willeitner
Hubert Willeitner (* 12. Mai 1932 in Bodenmais; † 14. Juli 2018) war ein deutscher Forstwissenschaftler und Holzbiologe.

## Leben

### Ausbildung und Privatleben
Er kam im niederbayerischen Markt Bodenmais zur Welt, legte im rheinland-pfälzischen Landau in der Pfalz sein Abitur ab und studierte anschließend an der Universität Hamburg Forstwirtschaft. Das Studium konnte er 1956 als Diplom-Forstwirt abschließen und 1964 wurde er mit der Dissertation Untersuchungen über das Verhalten von Holzspanplatten beim Befall durch einige Basidiomyceten zum Dr. rer. nat. promoviert.
Willeitner war römisch-katholischen Glaubens und über mehrere Jahrzehnte intensiv in der Herz-Jesu-Gemeinde der schleswig-holsteinischen Mittelstadt Reinbek engagiert, unter anderem als Vorsitzender des Pfarrgemeinderates und stellvertretender Vorsitzender des Kirchenvorstandes. Zudem zeigte er sich als eifriger Kinder- und Jugendkatechet traditioneller katholischer Schule. Er starb am 14. Juli 2018 – dem 60. Hochzeitstag mit seiner Ehefrau Anneliese – im Alter von 86 Jahren, woraufhin am 24. Juli das Requiem in der Kirche abgehalten wurde.

### Berufliche Karriere in Forschung und Lehre
Direkt im Anschluss an sein Studium erhielt Willeitner 1956 eine Anstellung als wissenschaftlicher Mitarbeiter am Institut für Holzbiologie und Holzschutz der Bundesforschungsanstalt für Forst- und Holzwirtschaft in Hamburg, an dem er während seines gesamten Berufslebens tätig sein sollte. Er stieg zunächst bis zum wissenschaftlichen Direktor des Instituts auf und leitete dort das Fachgebiet Holzschutz, ehe er schließlich am 1. Dezember 1983 vom Bundesminister für Ernährung, Landwirtschaft und Forsten Ignaz Kiechle (CSU) sowohl zum Direktor (nicht gleichzusetzen mit Institutsleiter) als auch zum Professor ernannt wurde. In der ersten Hälfte der 1990er Jahre übernahm er dann als Nachfolger des 1991 emeritierten Walter Liese kommissarisch die Leitung des Institutes bis zu seinem Eintritt in den Ruhestand am 31. Juli 1995. Darüber hinaus war Willeitner Obmann des Sachverständigenausschusses für Holzschutzmittel beim Institut für Bautechnik in Berlin und hatte einen Lehrauftrag für „Holzverwendung“ an der Universität Hamburg inne. Im Jahr 1996 übernahm er eine Stelle als Dozent am Europäischen Institut für postgraduale Bildung (EIPOS) der TU Dresden, die er bis Dezember 2017 ausfüllte.
Zwischen 1989 und 1992 war er Präsident der International Research Group on Wood Protection (IRG-WP).

### Tätigkeit in Normierungsgremien
Neben seiner Forschungsarbeit und Lehrtätigkeit erwarb sich Willeitner vor allem große Verdienste auf dem Gebiet der Normung. Er war mehrere Jahrzehnte im Normenausschuss „Holzwirtschaft und Möbel“ (NHM) des Deutschen Instituts für Normung (DIN) engagiert. Viele Jahre leitete er sowohl dessen Fachbereich „Holzschutz“ als auch von 1972 bis 2006 den untergeordneten Fachbereichsausschuss „Vorbeugender Schutz von Holz mit Holzschutzmitteln“. Zwischen 2005 und 2012 zeichnete er dann für die Komplettneufassung der DIN-Norm 68800 („Holzschutz im Hochbau“) verantwortlich.
Zudem hat er auch auf europäischer Ebene die Normung des Holzschutzes maßgeblich mitgestaltet. So war er zwischen 1968 und 2004 Mitglied und ab 1978 Sprecher der deutschen Delegation im europäischen Normungskomitee „Dauerhaftigkeit von Holz und Holzprodukten“ (CEN/TC 38). Dort leitete er die beiden Arbeitsgruppen „Natürliche Dauerhaftigkeit“ sowie „Anforderungen, Bewertung, Spezifikation für Produkte und Bekämpfungsverfahren“ und fungierte darüber hinaus als deutscher Experte in weiteren Arbeitsgruppen. Zwischen 1988 und 2001 war er auch Obmann des CEN/TC 38-Spiegelausschusses im NHM.
Hinsichtlich der Priorisierung unterschiedlicher Schwerpunkte der Holzschutznormung sah Willeitner im Jahr 2005 weniger den Materialschutz im Vordergrund, als vielmehr den Gesundheits- und Umweltschutz sowie die Beschäftigung mit Fragen zu neuartigen Maßnahmen und zu Entsorgung. Er betrachtete baulichen und chemischen Holzschutz als „unerlässliches Nebeneinander“, wobei seiner Ansicht nach die logische Abfolge stets mit dem baulichen Holzschutz beginnen sollte.

## Auszeichnungen
- 2011: Beuth-Denkmünze des Deutschen Instituts für Normung (verliehen „als Zeichen des Dankes und der Anerkennung für [seine] Verdienste um die Normung“)[2][5]

## Publikationen (Auswahl)
- Hubert Willeitner; Eckart Schwab (Hrsg.):  Holz – Außenverwendung im Hochbau. Beanspruchungsverhältnisse, geeignete Holzarten, richtige Konstruktion, wirksamer Schutz, einschlägige Vorschriften. Verlag Alexander Koch, Stuttgart, 1981, ISBN 978-3-87422-579-3, 148 Seiten.
- Hubert Willeitner; Walter Liese: Wood protection in tropical countries. A manual on the know-how. In der Reihe: „GTZ-Schriftenreihe“, Band 227. Deutsche Gesellschaft für Technische Zusammenarbeit, Eschborn, 1992, ISBN 978-3-88085-480-2, 228 Seiten.